# Église Saint-Aubin de Vaux-sur-Aure
L'église Saint-Aubin Vaux-sur-Aure est une église catholique située à Vaux-sur-Aure, en France. L'édifice constitue un « exemple de reconstruction quasiment totale d’un édifice dans le style néo-roman ».

## Localisation
L'église est située dans le département français du Calvados, dans la commune de Vaux-sur-Aure.

## Historique
L'église est fondée au XIIe siècle et fait l'objet d'une réfection quasi complète au XIXe siècle en style néo-roman. Un transept est alors ajouté. La réfection est le fait du vicomte de Toustain et du curé du lieu après 1848.
Les seuls éléments d'époque romane sont le clocher et le chevet plat du chœur. Le clocher est parfois qualifié « d'une époque indéterminée ».
Arcisse de Caumont livre une description de l'édifice avant 1830, avant les bouleversements majeurs qu'il subit. L'édifice décrit par Arcisse de Caumont évoque une chapelle seigneuriale datée du XVe. Les fenêtres de la nef avaient été refaites selon le même auteur.
L'église est inscrite partiellement, chœur et clocher, au titre des monuments historiques le 18 mars 1927.
Vers 1200, l'église de Vaux dépendait de l'abbaye de Lessay. L'abbaye Sainte-Marie de Longues avait le patronage de la cure[Quand ?]. Arcisse de Caumont évoque également le patronage du comte d'Alençon.

## Description
Le chevet du chœur comporte des fenêtres portant des frettes crénelées. Des fenêtres semblables existaient dans la nef mais bouchées ou altérées selon Arcisse de Caumont. Le même qualifie la nef de remarquable du fait des contreforts et de la corniche pourvue de modillons.
La tour se termine en bâtière et Arcisse de Caumont évoque la seconde moitié du XVIe siècle.
Nombre d'éléments trouvent leur inspiration dans des édifices de la région : ainsi le tympan est inspiré de celui de l'Église de la Nativité-Notre-Dame de Beaumais, d'autres éléments s'inspirant de l'abbaye Saint-Georges de Boscherville et de l'abbaye aux Hommes de Caen.
La restauration du XIXe siècle a inclus un remplacement de mobilier important en particulier des lampes et des autels copiés sur des éléments présumés datés du XIIe.
Arcisse de Caumont évoquait deux cloches anciennes, l'une datée 1592 et l'autre 1755.

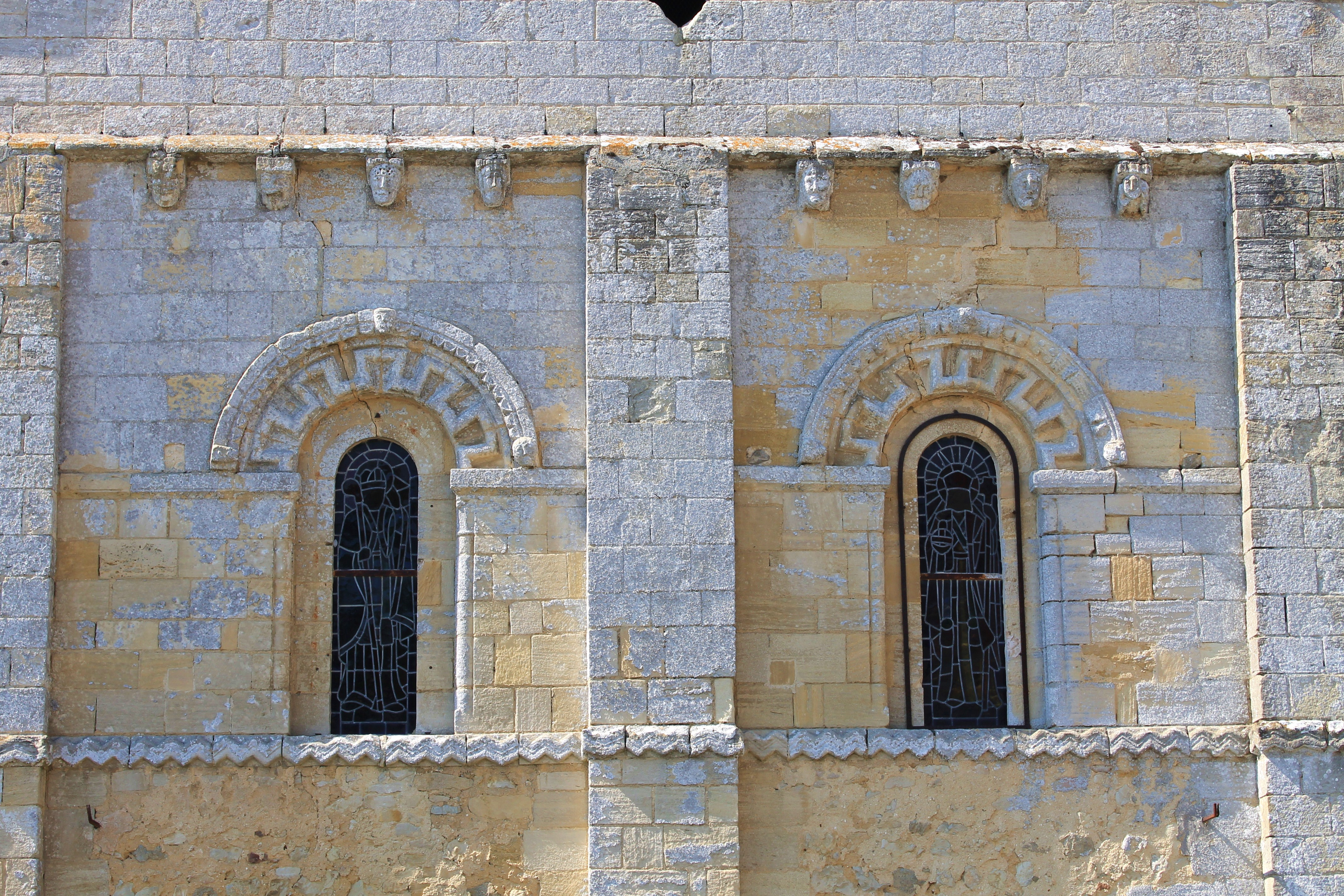
Chevet du XIIe siècle façade sud-est avec fenêtres dont les arcs sont sculptés de frettes crénelées.
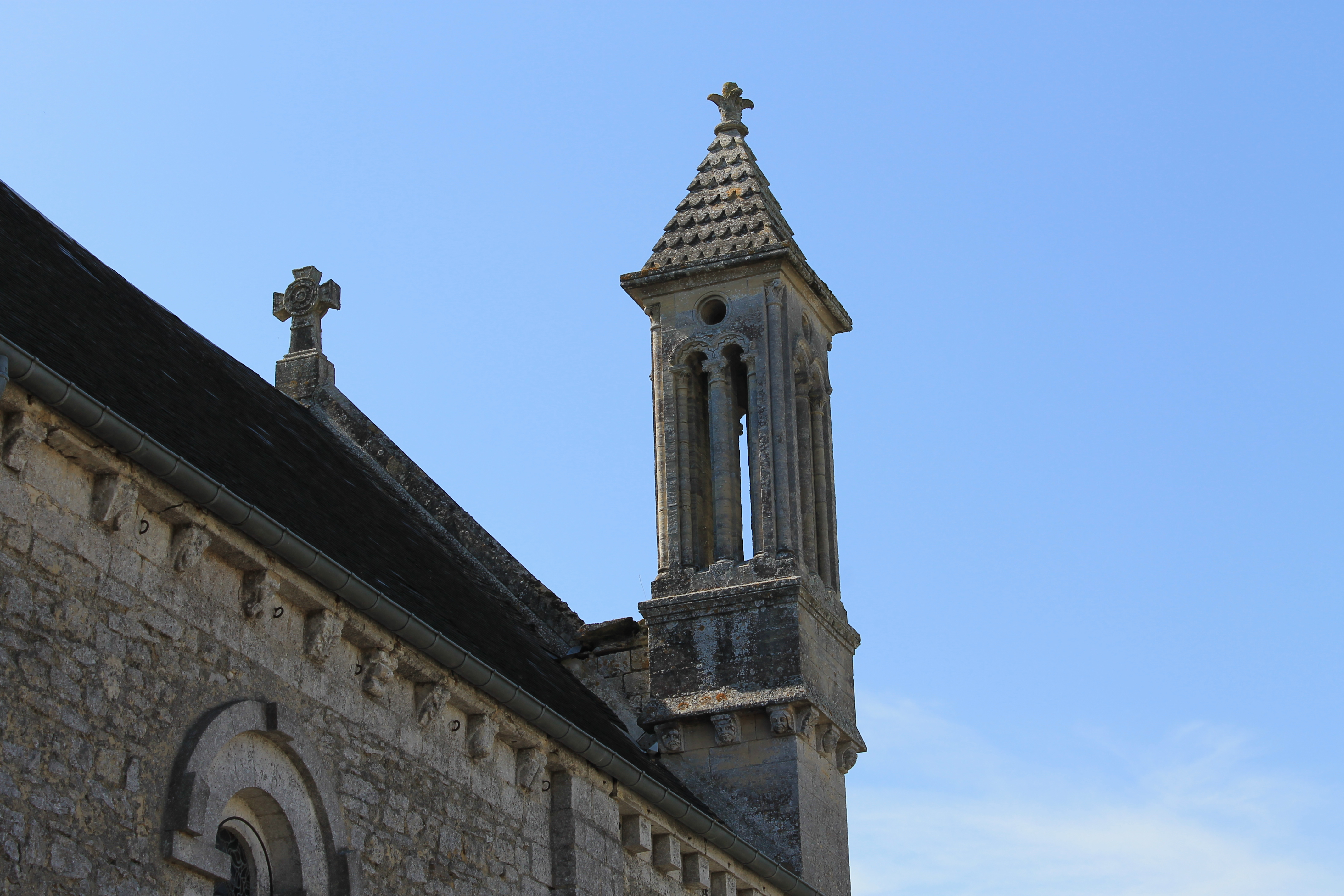
Clocheton de l'église.
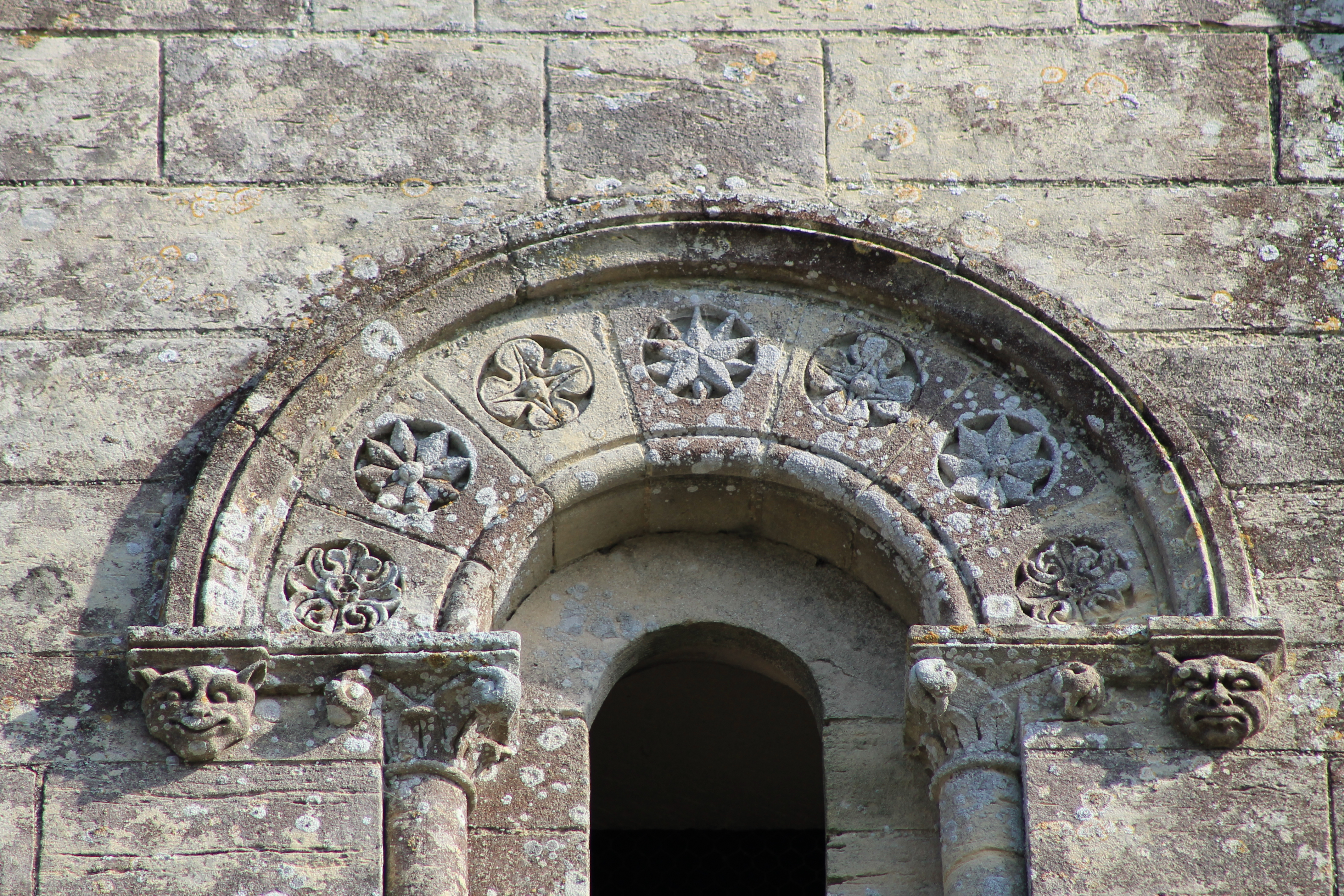
Fenêtre de l'église.
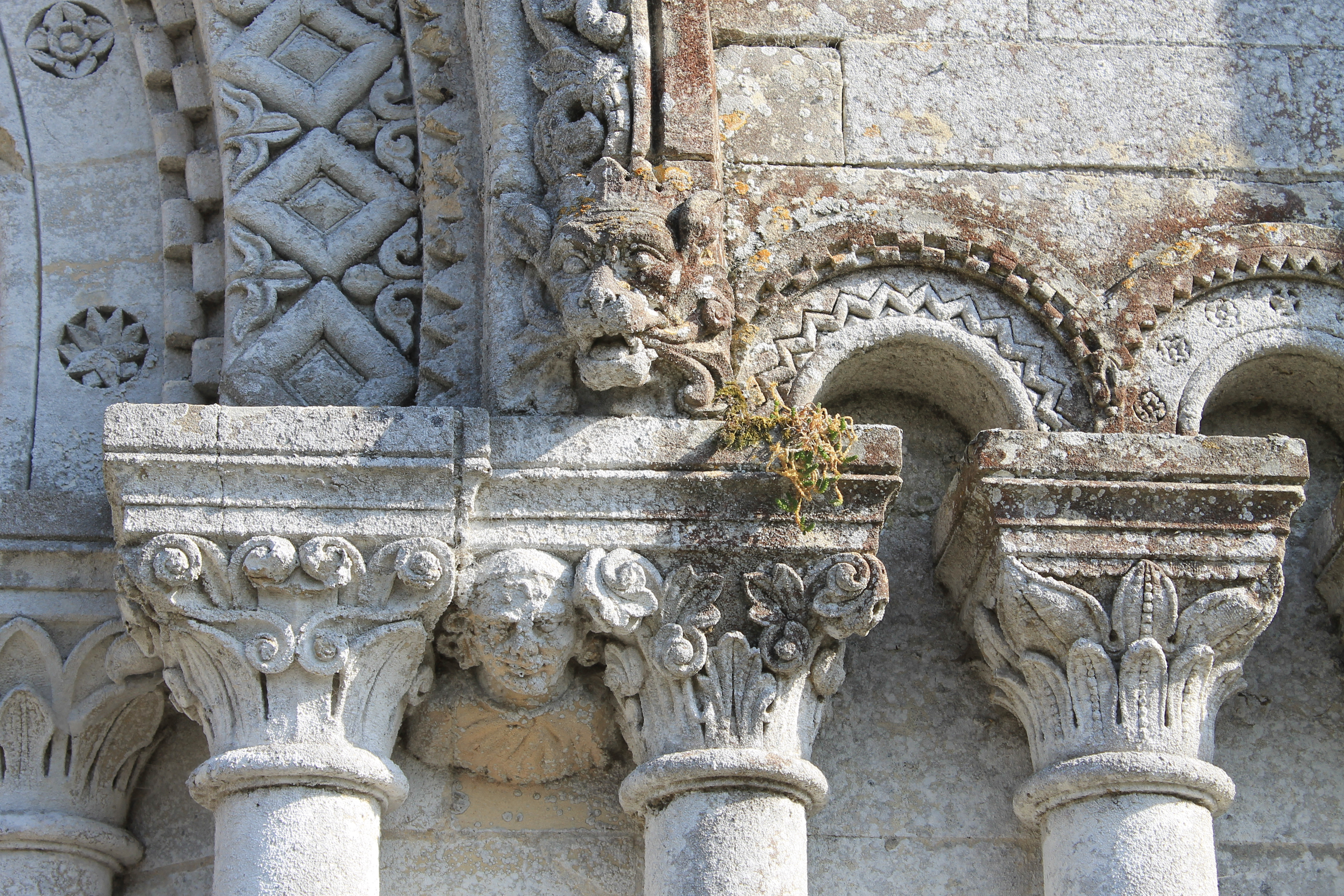
Chapiteaux du portail ouest.
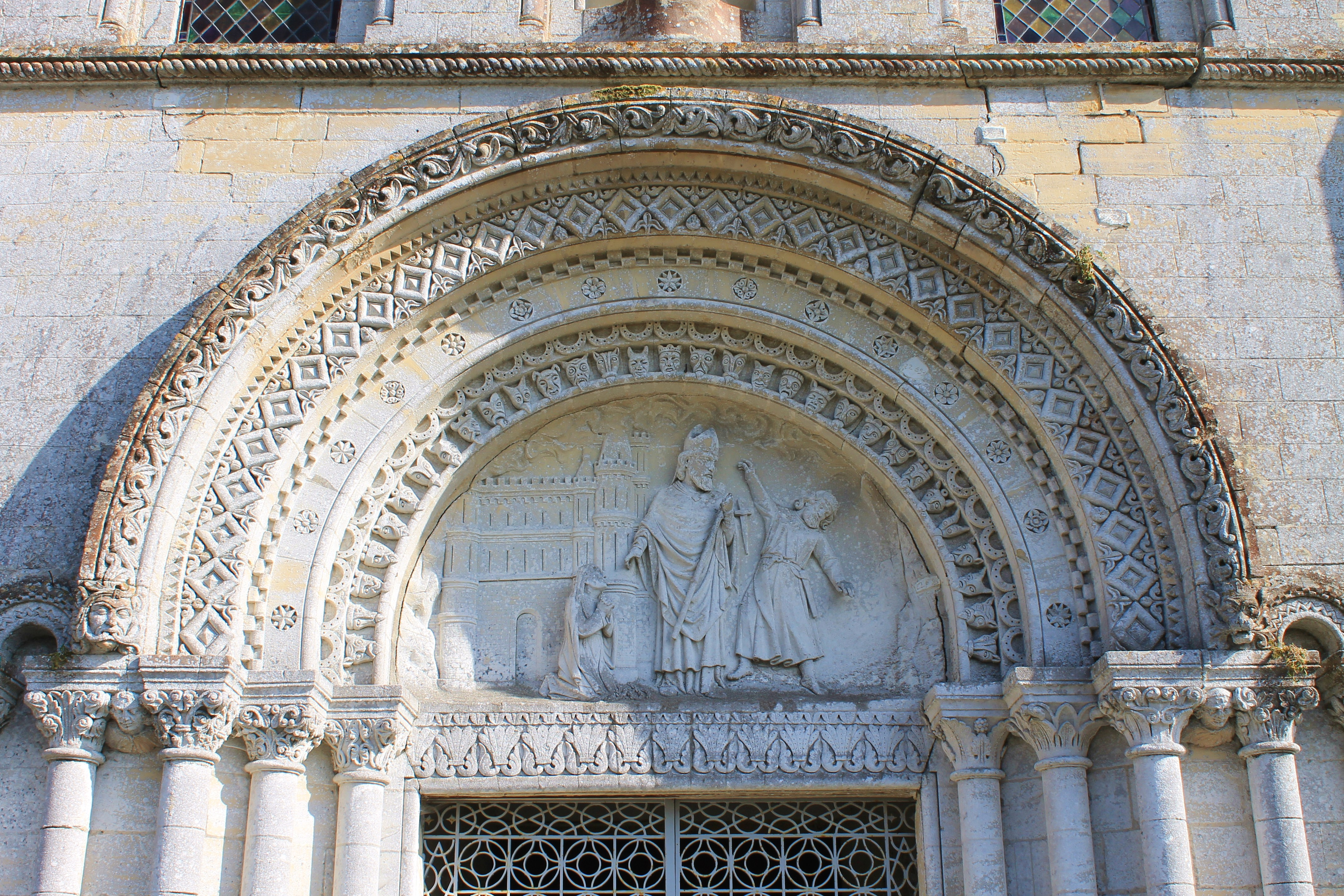
Portail occidental de l'église. Saint Aubin délivrant Ethéra, une vieille femme poursuivie par ses créanciers.
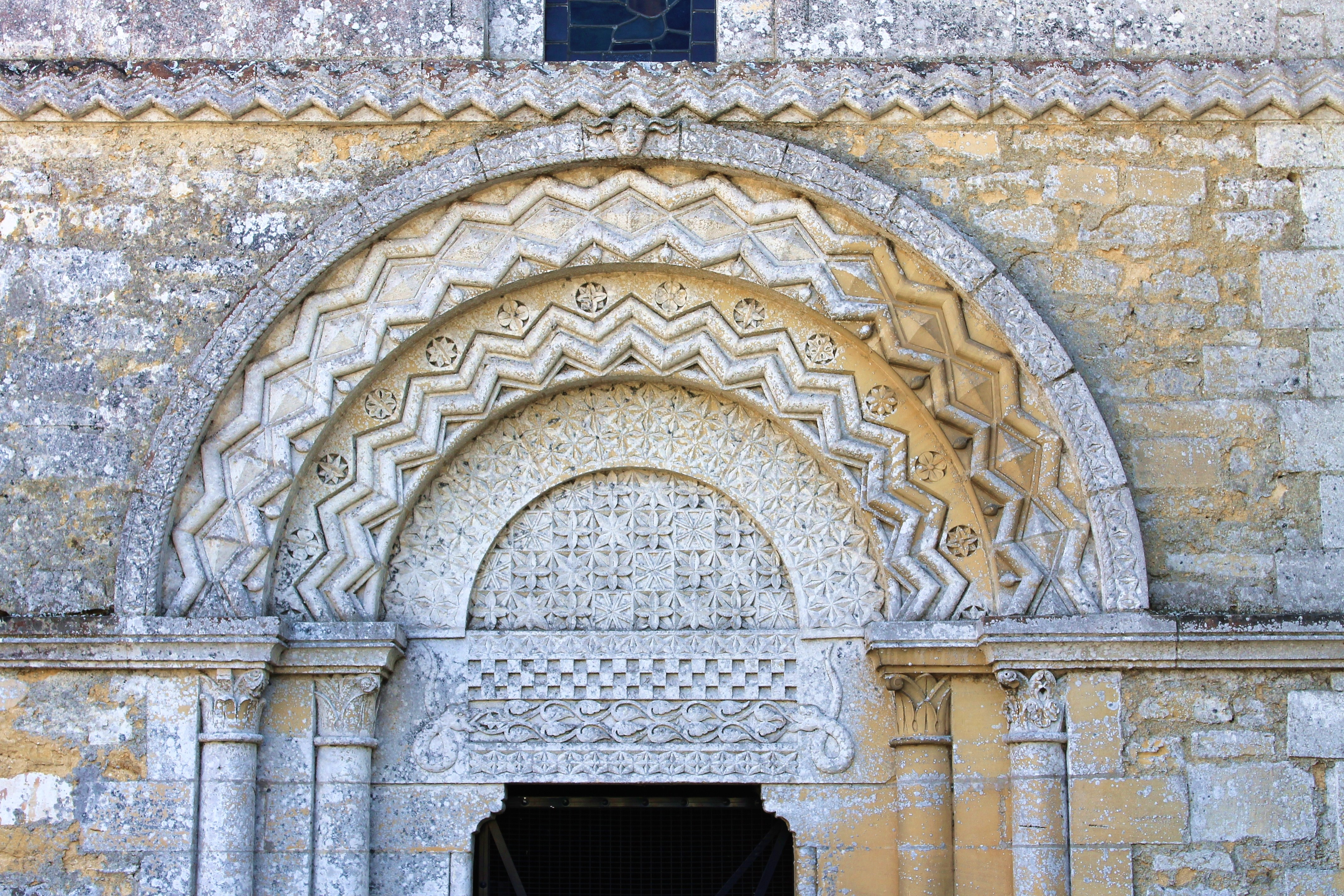
Porte nord du chœur de l'église .
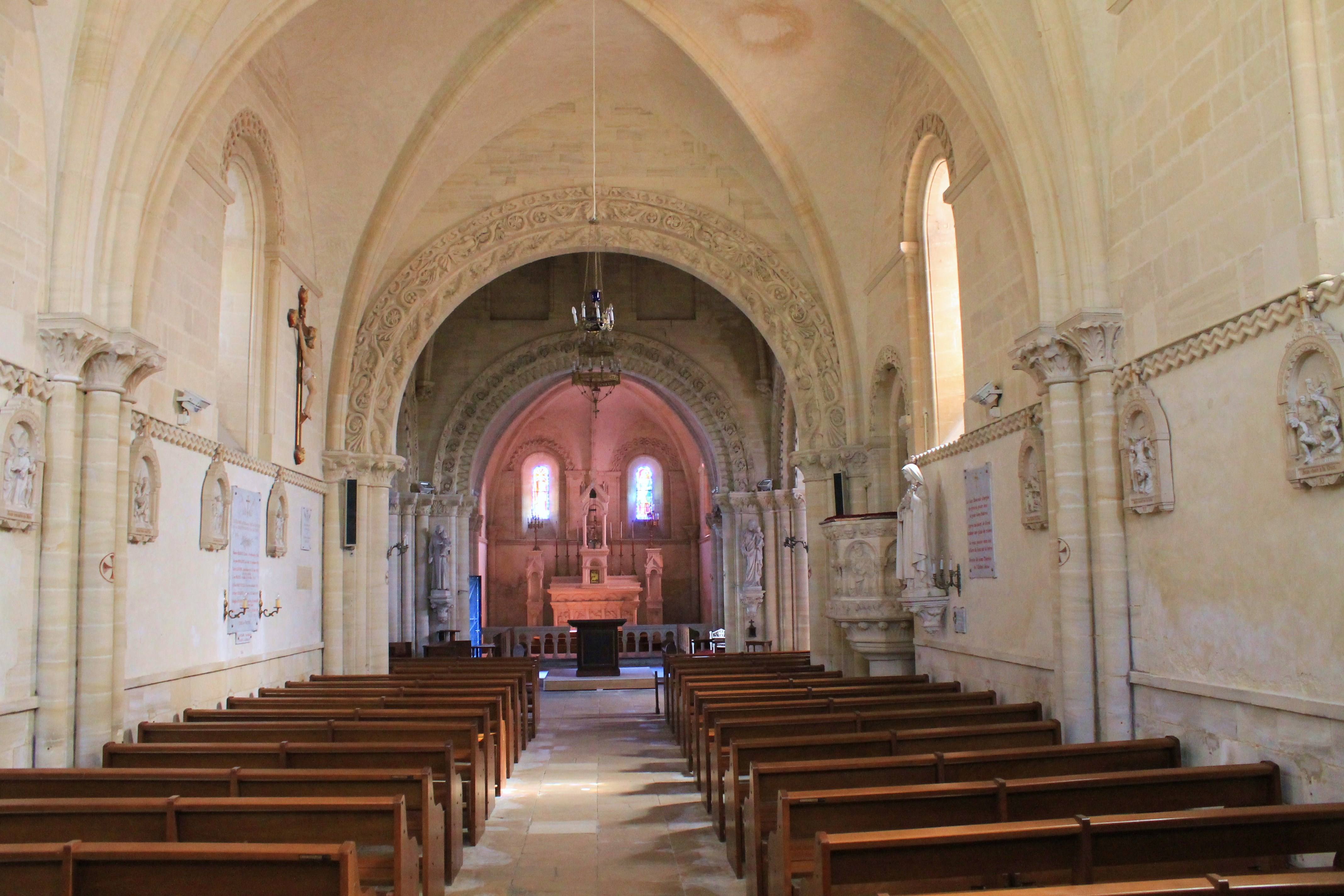
Nef et chœur de l'édifice.
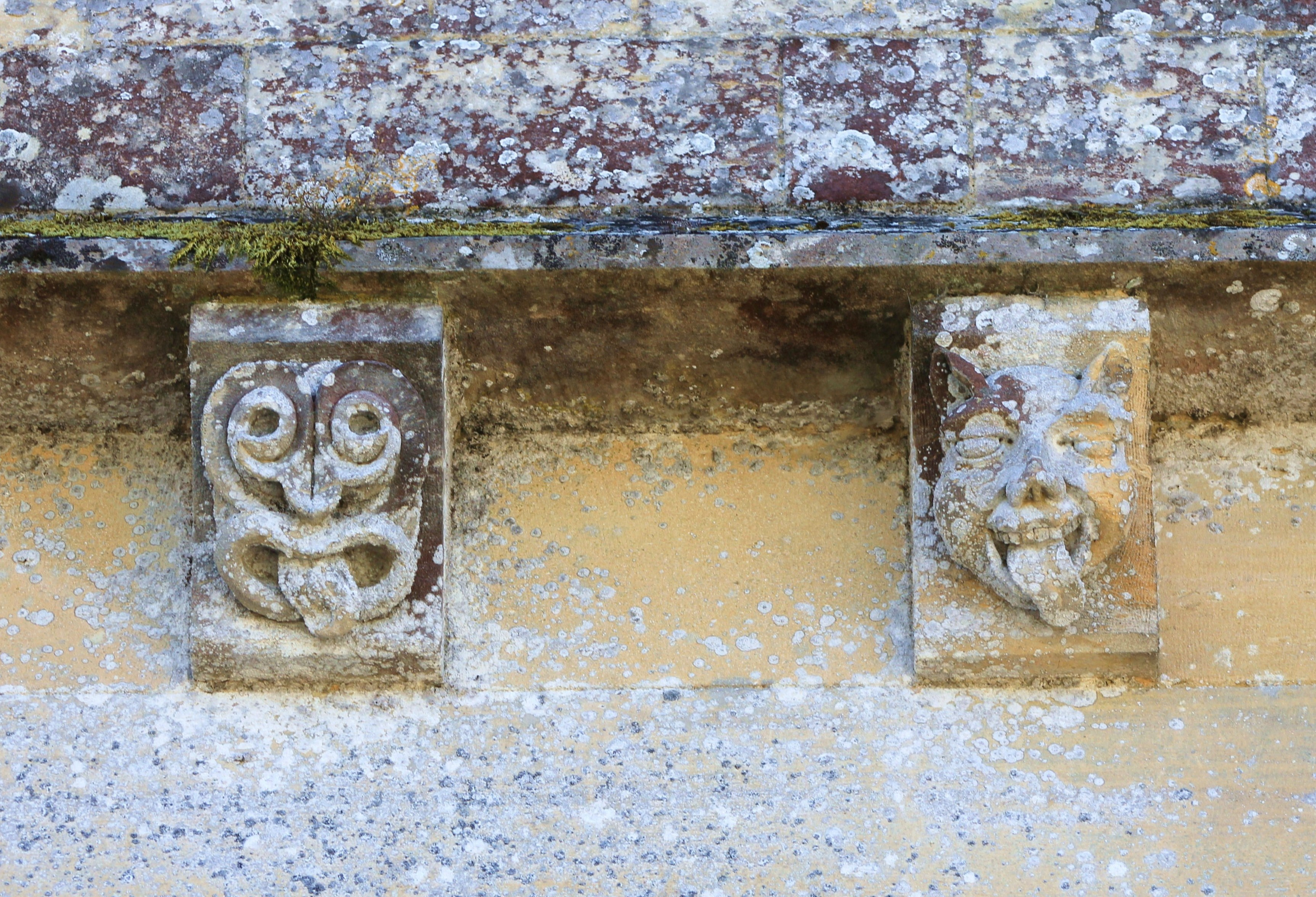
Modillons.